# Cittadino del mondo
Si autodefinisce cittadino del mondo colui che crede che gli abitanti della Terra formino un unico popolo, con diritti e doveri comuni, indipendentemente dalla nazionalità di appartenenza, e che pongono l'interesse di questa comunità mondiale al di sopra degli interessi nazionali.

## Cittadini del mondo celebri
Alcune personalità si sono dichiarate cittadini del mondo. Fra questi:
- Adolfo Pérez Esquivel
- Bahá'u'lláh
- Charlie Chaplin
- Noam Chomsky
- Diogene di Sinope
- Albert Einstein
- Gandhi
- Paul Harris
- Martin Luther King
- Leonardo da Vinci
- Immanuel Kant
- Karl Marx
- Toni Negri
- Linus Pauling
- Marco Polo
- Jean-Jacques Rousseau
- Bertrand Russell
- Cyrano de Bergerac
- Socrate (secondo Epitteto)
- Eugene V. Debs
- Jules Verne
- Voltaire
- Stefan Zweig